# 南涑河
南涑河，位于山东省临沂市，原为武河源流，现为邳苍分洪道的一条支流。南涑河发源于临沂市兰山区西北义堂镇堰西村南，分流小涑河上游来水，南流经马厂湖镇、罗庄区的罗西街道、傅庄街道等地，最后于罗庄区黄山镇（原属郯城县）老屯村入邳苍分洪道，河长41.7公里，流域面积250平方公里。